# برايان فريك
برايان فريك (بالإنجليزية: Brian Fricke)‏ هو عسكري أمريكي، ولد في 19 نوفمبر 1981 في ألباني في الولايات المتحدة.